# ベアトリーチェ・パロッキアーレ
ベアトリーチェ・パロッキアーレ（Beatrice Parrocchiale、1995年12月26日 - ）は、イタリアの女子バレーボール選手。ポジションはリベロ。イタリア代表。

## 来歴

### クラブチーム
ミラノ出身。2011年、ヴィッラ・コルテーゼのユースチームに入団し、バレーボール選手としてのキャリアをスタートさせる。2013/14シーズンに当時セリエA2のAzzurra Volley San Cascianoへ移籍し、翌シーズンにセリエA1へ昇格。2019/20シーズンにモンツァへ移籍した。2021年のCEVカップで優勝した。
2023-24シーズン開幕後にサヴィーノ・デルベーネ・スカンディッチに移籍。

### 代表チーム
2015年、イタリア代表に初選出。2017年のワールドグランプリに出場し、銀メダルを獲得した。2018年の世界選手権ではレシーバーとして出場し銀メダルを獲得した。2019年、欧州選手権で銅メダルを、2021年の欧州選手権では金メダルを獲得した。

## 所属クラブ
- ヴィッラ・コルテーゼ（2012-2013年）
- イル・ビゾンテ・フィレンツェ（2013-2019年）
- モンツァ（2019-2023年）
- サヴィーノ・デルベーネ・スカンディッチ（2023年-）